# Oliver (Geòrgia)
Oliver és una població dels Estats Units a l'estat de Geòrgia. Segons el cens del 2000 tenia 253 habitants.

## Demografia
Segons el cens del 2000, Oliver tenia 253 habitants, 97 habitatges, i 76 famílies. La densitat de població era de 103,9 habitants/km².
Dels 97 habitatges en un 43,3% hi vivien nens de menys de 18 anys, en un 42,3% hi vivien parelles casades, en un 25,8% dones solteres, i en un 21,6% no eren unitats familiars. En el 20,6% dels habitatges hi vivien persones soles el 12,4% de les quals corresponia a persones de 65 anys o més que vivien soles. El nombre mitjà de persones vivint en cada habitatge era de 2,61 i el nombre mitjà de persones que vivien en cada família era de 2,91.
Per edats la població es repartia de la següent manera: un 31,6% tenia menys de 18 anys, un 8,7% entre 18 i 24, un 29,2% entre 25 i 44, un 16,6% de 45 a 60 i un 13,8% 65 anys o més.
L'edat mediana era de 36 anys. Per cada 100 dones de 18 o més anys hi havia 80,2 homes.
La renda mediana per habitatge era de 25.893 $ i la renda mediana per família de 32.500 $. Els homes tenien una renda mediana de 27.321 $ mentre que les dones 17.031 $. La renda per capita de la població era de 12.378 $. Entorn del 25% de les famílies i el 30,8% de la població estaven per davall del llindar de pobresa.

## Poblacions més properes
El següent diagrama mostra les poblacions més properes.